# Czyżów Szlachecki (gmina)
Czyżów Szlachecki (lub Czyżów) – dawna gmina wiejska istniejąca do 1954 roku w woj. kieleckim. Siedzibą władz gminy był Czyżów Szlachecki. 
Gminę zbiorową Czyżów Szlachecki utworzono 13 stycznia 1867 w związku z reformą administracyjną Królestwa Polskiego. Gmina weszła w skład nowego powiatu opatowskiego w guberni radomskiej i liczyła 1633 mieszkańców. 13 stycznia 1870 do gminy przyłączono Jankowice-Wonwoźne, folwark Podgaj, Bieńkowice, Prussy, Pisary, folwark Bugaj, Józefów, Sobótka-Szlachecka i Sobótka-Plebańska z nowo utworzonej gminy Ożarów.
W okresie międzywojennym gmina Czyżów Szlachecki należała do powiatu opatowskiego w woj. kieleckim. 1 kwietnia 1927 z gminy Czyżów Szlachecki wyłączono wieś Szymanówka oraz kolonie Ścięgno i Zapusta, włączając je do gminy Lasocin.
Po wojnie gmina zachowała przynależność administracyjną. Według stanu z dnia 1 lipca 1952 roku gmina składała się z 18 gromad: Binkowice, Chrapanów, Czyżów Plebański, Czyżów Szlachecki, Dąbie, Dziurów, Janików, Jankowice, Pawłów, Piotrowice, Pisary, Podszyn, Prusy, Sobótka, Suchodółka, Trójca, Wólka Chrapanowska i Wygoda.
29 września 1954 z gminy Czyżów Szlachecki wyłączono Trójcę, włączając ją do Zawichostu w powiecie sandomierskim, po czym gmina Czyżów Szlachecki została zniesiona   wraz z reformą wprowadzającą gromady w miejsce gmin (patrz gromada Czyżów Szlachecki, gromada Janików, gromada Linów, gromada Jakubowice i gromada Sobótka).
Po reaktywowaniu gmin z dniem 1 stycznia 1973 roku gminy Czyżów Szlachecki nie przywrócono, a jej dawny obszar wszedł głównie w skład gmin Ożarów (w tymże powiecie i województwie) i Zawichost (w powiecie sandomierskim w tymże województwie).